# Вулька (Немержанский сельсовет)
Ву́лька — агрогородок в Немержанском сельсовете Дрогичинском районе Брестской области Белоруссии. Бывший административный центр Вульковского сельсовета.
Население — 366 человек (2019).

## История
В советское время существовал колхоз имени А. В. Суворова